# Kongregation der Basiliuspriester
Die Kongregation der Basiliuspriester (lat.: Congregatio Sancti Basilii, Ordenskürzel: CSB), auch Priester des hl. Basilius oder Basilius-Väter, ist eine internationale Ordensgemeinschaft römisch-katholischer Priester und Studenten. Die Kongregation ist ein Institut des geweihten Lebens und wählte zum Ordenspatron den Kirchenlehrer und griechischen Kirchenvater, den hl. Basilius den Großen (330–379).

## Geschichte
Während der französischen Revolution und der von ihr ausgelösten Entchristianisierungswelle wurden in Frankreich die katholischen Priesterseminare zwangsweise geschlossen. Zwei Priester gründeten deshalb in Annonay eine illegale Schule. Nach der Lockerung der Gesetze wurde die Schule 1822 in eine Kongregation mit zunächst zehn Mitgliedern umgewandelt. Die Mitglieder hatten sich zur Aufgabe gemacht, die christliche Erziehung zu fördern und die Verkündigung und Evangelisierung voranzutreiben. Hierzu legten sie die Gelübde der Armut, Keuschheit und des Gehorsams ab. 1867 erhielt die Kongregation die päpstliche Approbation von Papst Pius IX.
Das abermalige Verbot der katholischen Schulen und der Kongregation führte zur Schließung der Gründerschule. Die Arbeit wurde Mitte des 19. Jahrhunderts in Kanada und später den  Vereinigten Staaten fortgesetzt. Auf Einladung des Bischofs von Toronto, der selbst Schüler in Annonay gewesen war, kamen die Mitglieder nach Toronto.

## Ausbreitung und Entwicklung
Die Blütezeit der priesterlichen Kongregation begann in Toronto. Hier hatte sich das Zentrum der katholischen Ausbildung etabliert. Toronto beheimatet mehrere katholische Hochschulen und eine Universität, zwei Basilius-Gemeinschaften und ein Altersheim. Die Kongregation weitete sich über den gesamten nordwestlichen Bereich Kanadas aus. In Kolumbien und Mexiko wurden unter Leitung der Basilius-Väter Gemeinden und Schulen aufgebaut und ein Gesundheitszentrum eingerichtet. In den USA betreibt die Kongregation mehrere katholische Hochschulen, so in Houston, Detroit und in Merrillville.
1922 stellte die Kongregation an den Heiligen Stuhl den Antrag, in eine kanadische und eine französische Abteilung unterteilt zu werden. Diese Aufteilung dauerte bis 1954, dann erfolgte die Zusammenführung des Orden, in Frankreich blieb eine Schule in Annonay und eine Basilius-Gemeinde in Lyon.

## Die Basilius-Väter heute
Seit 2004 besteht die Priesterkongregation aus 280 Priestern und 291 männlichen Mitgliedern in insgesamt 45 Basilius-Gemeinschaften, unter anderem in Kanada, in den USA, in Kolumbien und in weiteren lateinamerikanischen Ländern. Das Generalhaus ist in Toronto.
In Kanada leitet der Orden 7, in den USA 4 und in Lateinamerika 2 öffentliche katholische Lehreinrichtungen. In Bogota (Kolumbien), Toronto (Kanada) und Sugar Land (Texas) verfügt er über je ein Novizenhaus mit einer ordenseigenen Lehranstalt. Darüber hinaus betreibt er eine große Farm in Ontario und ein Missionszentrum in Texas.

## Gründer
- Vincent Duret
- André Fayolle
- Joseph Lapierre (1757–1838)
- Henri Martinesche
- Jean-François Pagès
- Augustin Payan
- François Polly
- Pierre Tourvieille
- Julien Tracol
- Jean-Antoine Vallon

## Generalsuperiore
- Jean Mathieu Soulerin (19. Januar 1865 bis 17. Oktober 1879)
- Victorin Marijon (1910–1914)
- James Frederick Player (1914–1922)
- Victorin Marijon (1923–1927)
- Henry Carr (1930–1942)
- Charles Léon Luc Roume (1950–1955)
- Thomas James Hanrahan (1973–1981)
- Ulysse Paré (1981–1989)
- Robert Barringer (1993–1997)
- Ronald Peter Fabbro (1997 – 27. April 2002)
- Kenneth John Decker (2002–2010)
- George Terence Smith (2010 – …)

## Bedeutende Basiliuspriester
- George Bernard Flahiff (1905–1989), Erzbischof von Winnipeg
- John Michael Miller, Erzbischof von Vancouver
- Ronald Peter Fabbro